# Distretto di Haojiang
Il distretto di Haojiang (濠江区S, Háojiāng QūP) è un distretto della Cina, situato nella provincia del Guangdong e amministrato dalla prefettura di Shantou.